# Colegio y Liceo Alemán de Montevideo
Colegio y Liceo Alemán de Montevideo (en català: Col·legi i Liceu Alemany de Montevideo), és un col·legi privat d'Uruguai.
Administrat per la Societat Escolar Alemanya, està situat en Avda. Dr. Francisco Soca 1356 a Montevideo.
Compta amb el suport institucional i financer de la Central Alemanya de Col·legis Alemanys a l'Estranger (ZfA), integrant el programa d'Auslandsschulen. Fundat el 3 de setembre de 18.571, com Gemeindeschule der Deutschen Evangelischen Gemeinde Montevideo, és el col·legi alemany a l'estranger més antic de Sud-amèrica i el segon més antic de l'món.
El pastor Woysch, com a primer director i únic mestre, va fundar el col·legi amb disset estudiants. La formació d'estudiants és triligue.
El 2007 va celebrar el seu sesquicentenario, el Correu Uruguaià va emetre un segell en homenaje.
Compta amb educació infantil, escola primària i ensenyament secundari. En l'actualitat hi assisteixen un aproximat de 1600 alumnes. Disposa de 138 docents, dels quals 35 procedeixen d'Alemanya.

El seu equip de handball ha estat diverses vegades campió.
Seu actual director és Christofer Lahser.
Alumnes destacats: Nelly Weissel, Jorge Batlle, Mario Benedetti, Antonio Lussich i Gonzalo Fernández.